# Lérida
Lérida és una ciutat i municipi del departament de Tolima (Colòmbia). La població del municipi era de 20.153 persones segons el cens de 1993. Actualment està agermanada amb la ciutat catalana de Lleida, que hi ajudà a construir el casal cultural «Casa Ciutat de Lleida».